# Francisco Javier Bernal García
Francisco Javier Bernal García (Wuppertal, Alemania, 10 de octubre de 1967), más conocido como Xavi Bernal, es un entrenador de fútbol alemán con nacionalidad española que actualmente es entrenador del FC Nouadhibou de la Ligue 1 Mauritania.

## Trayectoria
Xavi Bernal nació en Wuppertal, Alemania y se crio en Igualada, provincia de Barcelona, donde comenzó su carrera como entrenador a los 28 años y durante los primeros años trabajaría en la formación de jóvenes jugadores en Cataluña, trabajando en las canteras de CF Igualada, CE Manresa, CF Badalona, RCD Espanyol y UD San Mauro.
En la temporada 2012-13, firma como segundo entrenador de Pep Clotet en el Atlético Malagueño de la Tercera División de España.
En la temporada 2013-14, se marcha a Marruecos para ser director técnico de Mirofoot Academy en Casablanca.
En la temporada 2014-15, se hace cargo del equipo juvenil de la Academia Mohammed VI, situada en Rabat.
En enero de 2015, se convierte en entrenador del Hassania Agadir de la Liga de Fútbol de Marruecos, al que dirige hasta junio del mismo año.
En julio de 2025, firma como entrenador del Union Touarga de la Botola Pro 2.
Desde 2016 a 2018, sería entrenador del Hafia FC del Campeonato Nacional de Guinea.
El 1 de noviembre de 2020, firma por el Union Touarga de la Botola Pro 2, al que dirige apenas dos meses.
En la temporada 2021-22, firma como segundo entrenador de Pep Clotet en el S.P.A.L. de la Serie B (Italia).
En octubre de 2022, se convierte en director técnico del Darou Salam FC de Dakar de la Liga senegalesa de fútbol.
El 10 de febrero de 2023, firma por el Keur Madior FC de la Liga senegalesa de fútbol.

## Clubes

### Como entrenador
| Club                                | País       | Año             |
| ----------------------------------- | ---------- | --------------- |
| Atlético Malagueño (2º entrenador)  | España     | 2012-2013       |
| Mirofoot Academy (Director técnico) | Marruecos  | 2013-2014       |
| Academia Mohammed VI Juvenil        | Marruecos  | 2014-2015       |
| Hassania Agadir                     | Marruecos  | 2015            |
| Union Touarga                       | Marruecos  | 2015-2016       |
| Hafia FC                            | Guinea     | 2016-2018       |
| Union Touarga                       | Marruecos  | 2020-2021       |
| Academia Mohammed VI Juvenil        | Marruecos  | 2021            |
| S.P.A.L. (2º entrenador)            | Italia     | 2021-2022       |
| Darou Salam FC (Director técnico)   | Senegal    | 2022            |
| Keur Madior FC                      | Senegal    | 2023-2024       |
| FC Nouadhibou                       | Mauritania | 2024-actualidad |